# サッカー戦争
サッカー戦争（サッカーせんそう、スペイン語: Guerra del Fútbol）は、1969年7月14日から7月19日にかけてエルサルバドルとホンジュラスとの間で行われた戦争である。両国間の国境線問題、ホンジュラス領内に在住するエルサルバドル移民問題、貿易摩擦などといった様々な問題が引き金となり戦争に発展した。この戦争の根本的な原因は両国の経済成長モデルと農地問題に起因した国内矛盾にあり、寡頭支配層が国際紛争を引き起こすことで政情不安の高まりを一時的に回避しようとする狙いがあったと考えられている。一般的には同年6月に行われた1970 FIFAワールドカップ・予選における両国の対戦と関連付けた「サッカー戦争」の名称で知られているが、この戦争の性質を端的に捉えたものではない。100時間戦争、エルサルバドル・ホンジュラス戦争、1969年戦争とも呼ばれる。

## 背景

### 移民問題
エルサルバドルは中米で最も国土面積が小さく、且つ最も人口密度が高い国である。人口の約9割は、メスティーソと呼ばれるスペイン系などの白人とインディオの混血であり、残りは純粋な白人とインディオで構成されていた。山岳地帯が連なる狭い国土に居住しており、中米地域の中で特に工業が発展していることから「中米の日本」とも評された。
その一方で19世紀後半頃から国内経済をコーヒーの生産と輸出に依存していたが、これは政府が自給自足農業を行う先住民の土地所有を法律により禁止し、コーヒー生産者には税制上の優遇措置を付与するなどして、国を挙げてコーヒー生産を奨励したことの影響によるものだった。国土の多くは「14家族」（カトルセファミリア）と呼ばれる一部の白人富裕層の所有する農場で占められ、土地や財産を独占していたのに対し、多くの国民は低所得に抑えられ生活に困窮していた。
土地を所有していないエルサルバドルの一部の国民は、約6倍の国土を持ち人口比もエルサルバドルの2分の1（250万人）に満たない隣国のホンジュラスへと移住し生活基盤を置いたが、こうした移民は1960年代当時、合法による者と非合法による者を含めて30万人から50万人に上った。
ホンジュラスでは古くからエルサルバドルからの移民を受け入れ、1900年代には政府が辺境地を開拓する意思を持つ移民に対し無償で土地を提供し、1932年にエルサルバドルで恐慌が発生した際には、数千人がホンジュラスへと移民し、農園や鉱山で働いた。一方、ホンジュラスの国内情勢の変化や、地元民と移民との間での土地と仕事を巡る争いごとが表面化すると、ホンジュラス政府も次第に態度を硬化させるようになった。
移民問題に対処するべく、両国政府は1962年と1965年に条約を締結し調整を図ってきたが、ホンジュラス国内の人口増加、バナナ農園の近代化に伴う労働需要の激減、牧畜や綿花農園の拡大による農地不足が問題となり、野党や富裕層から農地改革への圧力が高まっていた。ホンジュラス政府は1969年1月に条約の更新を拒否し、オスバルド・ロペス・アレジャーノ大統領は、1962年に制定された農地改革法の実施に踏み切ることになった。この改革法は土地の所有者をホンジュラス国内で出生した者に限定したもので、それに該当しないエルサルバドル移民に対し30日以内の国外退去を求める内容となった。ホンジュラス政府による発表は1969年4月に行われ、同年5月下旬までにエルサルバドル移民の帰還が始まった。

### 貿易問題
国の産業をコーヒーやバナナなどの農業生産と輸出に特化し、先進国からは「近代化の遅れた国々」と見做されていたエルサルバドル、ホンジュラス、ニカラグア、グアテマラ、コスタリカの5か国は、中米地域の経済統合を目指して1961年に中米共同市場を発足させた。中米共同市場の発足と、アメリカ合衆国の圧力による外資系企業の参入自由化により、1960年代に5か国での工業化が進展した。工業立地に関して当初は、各国間で公平に分配する取り決めとなっていたが、加盟国間の対立と外資系企業の圧力もあって緩和され、工業化の進んでいたエルサルバドル、グアテマラ、コスタリカの3か国に工業立地は集中するようになった。
その中で、1950年代から工業化が進んだエルサルバドルは、国民の多くが貧困層であり国内市場が狭いという事情が存在したものの、一部の富裕層向けの生産と双務貿易協定に基づいた中米諸国への輸出向け生産により発展を遂げていた。同国は中米共同市場の発足の際には主導的役割を果たし、加盟国内で最も多くの恩恵を受けていたが、一方でホンジュラスでは工業化に立ち遅れ、エルサルバドル製品により市場が圧迫を受けるなどの不均衡が生じたことから、ホンジュラス側は不満を抱くようになった。

### 国境線問題
両国の国境線は植民地時代以来、河川を基点とすることが多かったが、雨季と乾季で地形が大きく変動することから国境線が未確定の部分が存在した。そのため、エルサルバドルのチャラテナンゴやモラサン北部では、両国がたびたび衝突を繰り返しており、1961年、アルベルト・チャベスに率いられた部隊がホンジュラス領内のドロレスとラパスに侵入して現地の市民警備隊と交戦し、指揮官のチャベスが死亡した。6年後の1967年5月29日、エルサルバドル領内のモンテカ (Monteca) をパトロール中の国境警備隊が、ホンジュラス軍部隊の待ち伏せを受けて戦闘となった。この戦闘によりエルサルバドル側は3人が死亡、2人が捕虜となり、ホンジュラス側も2人が死亡したが、その後しばらくは国境を挟んで両国の緊張が高まった。

## 経緯

### エルサルバドル移民の国外退去
ホンジュラスのアレジャーノ大統領により実施された農業改革法は、主に国境未確定地帯に居住しているエルサルバドル人を退去させ、ホンジュラス人を入植させることを企図するものだったが、この政策により土地を失いエルサルバドルへと帰国した移民の数は戦争開始前の数か月間に1万4千人とも、2万人から5万人にのぼったものと推測されている。この政策はワールドカップ予選とほぼ同時期に執り行われたもので、偶然によるものなのか意図的なものなのかは定かではないが、結果として両国間の国民感情を刺激し、戦争へと発展する呼び水となった。
移民の国外退去は強制的なもので、ホンジュラスの「ラ・マンチャ・ブラバ」と呼ばれる極右組織や準軍事組織が関与し、残虐行為が行われた事例が報告された。これに対しエルサルバドルの新聞メディアは、ホンジュラスに対して徹底的な報復を求める様に政府に要求した。

### ワールドカップ予選
1970 FIFAワールドカップの北中米カリブ海予選は、史上最多となる12チームがエントリーして行われた。同地域ではメキシコ代表がワールドカップ本大会に連続出場するなど優勢を保っていたが1970年大会は地元開催ということで予選を免除されていたため、それ以外のチームにとっては本大会出場の機会となった。
エルサルバドル代表はスリナム代表とオランダ領アンティル代表を、ホンジュラス代表はコスタリカ代表とジャマイカ代表をそれぞれ下して1次ラウンドを突破し、準決勝ラウンドで対戦することになった。
第1戦は1969年6月8日にホンジュラスの首都テグシガルパで行われホンジュラス代表が1-0と勝利したが、エルサルバドル代表が宿泊するホテルの周辺を群集が取り巻き、昼夜を問わず爆竹やクラクションや鳴り物を響かせ、相手を批難する歓声や口笛を鳴らし、建造物へ投石をするなどして、同チームを疲弊させていた。なお、こうしたサポーターによる行為は両国間の関係や国民感情に拠るものだけではなく、ラテンアメリカ諸国では常態的に行われている行為だった。一方、エルサルバドルでは熱狂的サッカーファンの18歳の女性が敗戦を苦に拳銃自殺を図る事件が発生。女性の葬儀にはフィデル・サンチェス・へルナンデス大統領や大臣といった政府要人、エルサルバドル代表選手らが参列し葬儀の模様がテレビ中継をされるなど、国家的イベントの様相を呈した。

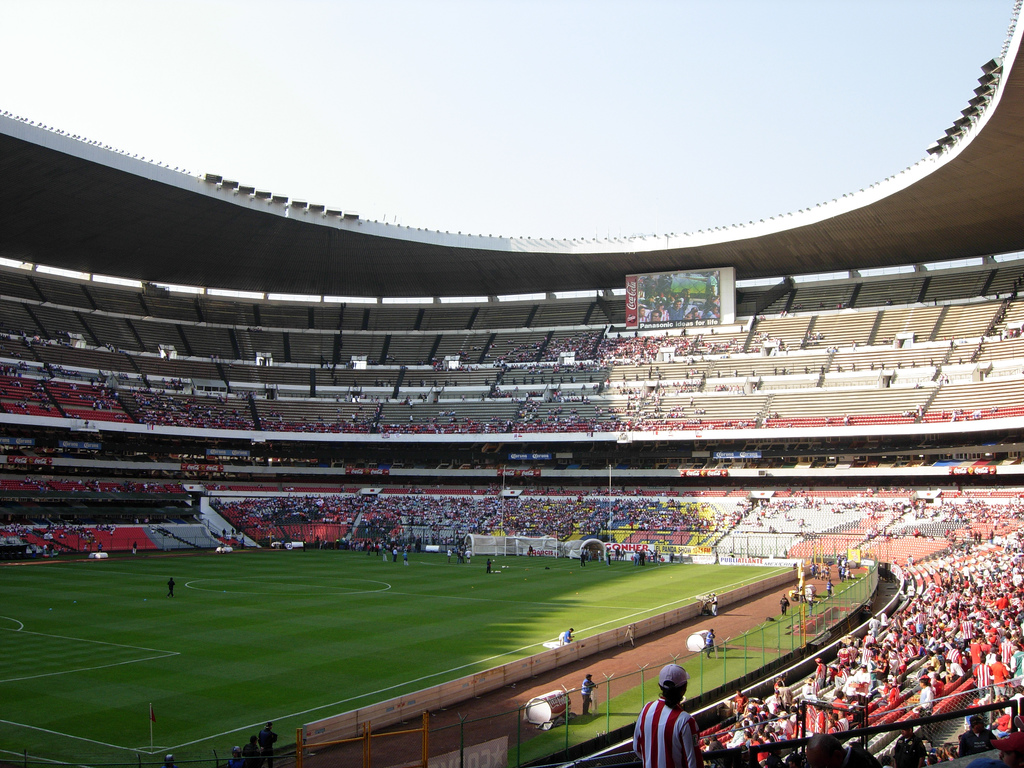
1勝1敗の成績で迎えた第3戦は、メキシコの首都メキシコシティにあるエスタディオ・アステカで行われ、延長戦の末にエルサルバドルが3-2と勝利した。

第2戦は1週間後の6月15日にエルサルバドルの首都サンサルバドルで行われたが、ホンジュラス代表が宿泊したホテルの周辺では第1戦と同様に群集が周囲を取り巻き、自殺した女性の肖像を掲げ、相手チームを批難した。また、群集はホテルの窓ガラスを破壊し、腐敗した卵や鼠の死骸などの汚物を建物へと投げ入れた。ホンジュラス代表選手の輸送はエルサルバドル軍の装甲車によって行われていたため、暴徒による襲撃を直接に受けることはなかったが、ホンジュラスから応援に駆けつけたホンジュラス代表サポーターは暴徒から殴る蹴るの暴行を受けるなど2人が死亡し、彼らの乗車していた自動車150台が放火される被害を受けた。試合は3-0でエルサルバドルが勝利し1勝1敗の成績で並び、プレーオフへと持ち込まれることになった。
6月27日にメキシコの首都メキシコシティにあるエスタディオ・アステカで行われた最終戦は、会場となったエスタディオ・アステカの収容人数を10万人から2万人に制限。試合の2日前から観戦のために訪れていた両国のサポーターをメインスタンドとバックスタンドに分離して入場させ、緩衝地帯には催涙ガス銃を装備した機動隊員を配置させる、といった厳戒態勢の中で執り行われた。試合は延長戦の末にエルサルバドル代表が3-2でホンジュラス代表を下し、ハイチ代表との最終ラウンドへと進出した。

### 国交断絶
エルサルバドル政府の発表によると、6月15日に行われたワールドカップ予選後にホンジュラスに在住するエルサルバドル移民が襲撃を受け、身の危険を危ぶんだ1万2千人近くの移民がエルサルバドル領内へと避難する事態となった。エルサルバドル国民の間でホンジュラスとの国交断絶を求める声が高まると、エルサルバドル政府は6月23日に国家非常事態を宣言して予備役軍人を召集。3日後の6月26日夜に同政府は「ホンジュラスは同国に在住するエルサルバドル人を迫害しようとしている」との声明を発表し、国交断絶を宣言した。ホンジュラス政府もこれを受けて6月27日にエルサルバドルとの国交を断絶し、国防上の対処を行うことを発表した。

### 前哨戦
エルサルバドル外務省の発表によると、7月3日11時45分にホンジュラス空軍の1機が、エルサルバドル北西部に位置するエルポイ (El Poy) にある国境監視所を爆撃するなどして、同監視所の守備隊と交戦。その後、先刻の爆撃機とは別のホンジュラス空軍の2機が同監視所を襲撃したが、エルサルバドル空軍機が迎撃してこれを退けた。また、両国陸軍が国境を挟んで約20分間に渡って銃撃戦を行った。エルサルバドル外務省は米州機構 (OAS) に対し、ホンジュラスの行為を非難する書簡を送った。両国の衝突を受けてOASは7月4日、理事会を招集し今後の対応を協議した。
7月9日、ホンジュラス政府の発表によると、エルサルバドル陸軍がホンジュラス領内のインティブカ県にある村を襲撃し、地元の警官隊と衝突。12戸の民家が焼き払われたが、死傷者はなかった。両軍による戦闘は7月3日に続いて2度目。
7月12日、エルサルバドル陸軍の部隊がホンジュラス領内に10km侵攻した地点でホンジュラス陸軍と衝突。銃撃戦となり、エルサルバドル兵14人が戦死した。
7月13日早朝、エルサルバドル政府の発表によると両軍は国境付近にあるエル・ポイで3時間に渡って交戦。ホンジュラス政府の発表によると、この戦闘により一般市民が負傷した。OAS理事会では両国間の本格的な軍事的衝突を回避するため、アルゼンチン、エクアドル、コスタリカ、ドミニカ、ニカラグア、グアテマラ、アメリカ合衆国の7か国による平和維持団の派遣を決定した。一方、同理事会においてホンジュラス外相のフィデル・デュロンはエルサルバドル側の行為を非難したが、エルサルバドル側は「非難はエルサルバドル人の大量追放を覆い隠す煙幕に過ぎない」「われわれは動員態勢にあるが、これは追放された同胞を守るためのものである」と応じた。

### 戦闘

#### 7月14日
7月14日、OASを介して両国による外交交渉が行われる中、エルサルバドル空軍はフィデル・サンチェス・エルナンデス大統領からホンジュラスの主要都市を攻撃するための直接命令を受けた。本作戦は1961年以来、ホンジュラス侵攻を目的に進められてきた「ヘラルド・バリオス大将計画」を実行に移したもので、戦略目標は「ホンジュラスに在住する自国民の身分保証と、緩衝地域の占領」にあった。
同日18時10分、エルサルバドル空軍のC-47、F-51D、FG-1D（F4U コルセアのライセンス生産機）で構成される少なくとも6機の編隊が、テグシガルパ郊外のトンコンティン国際空港を爆撃。同空軍はこれと同時にホンジュラス領内にあるサンタロサ・デ・コパン、アマパラ、チョルテカなど、ホンジュラスの主だった飛行場及び軍事施設十数か所への爆撃を行った。なお、このエルサルバドル空軍による空爆は、戦力で勝るホンジュラス空軍に対して先制攻撃を仕掛けることで、従来の軍事的バランスを覆す目的があったが、作戦は失敗した。
エルサルバドル空軍による爆撃後、エルサルバドル陸軍は西部、チャラテナンゴ県、東部の3方面から国境を越えてホンジュラス領内へと侵攻を開始した。これらの空と陸からの奇襲作戦は、第二次世界大戦時のナチス・ドイツや第三次中東戦争時のイスラエルの事例が示すように双方の完璧な連携が行われた場合に効果を発揮するが、本作戦ではエルサルバドル側の望むような効果を得ることが出来ず、その代償としてホンジュラス側に注意を喚起させる結果となった。

#### 7月15日
7月15日朝、ホンジュラス空軍のT-28、F4U、F-51Sなど数機がエルサルバドル領内に侵入し、サンサルバドル郊外にあるイロパンゴ国際空港を爆撃。軍民共用飛行場である同空港の滑走路や格納庫、一般利用客用の駐車場などが損害を受けた。
この他に、ホンジュラス空軍機はエルサルバドルの主要な港湾都市であるアカフトラにあるコンビナートを攻撃。石油精製所は被害を受けなかったものの、貯蔵タンクが爆撃により損害を受けた。また、ラ・ウニオン県にあるラ・クトゥコ港も爆撃され、17の貯蔵タンクのうち、5つが破壊されたが、港自体の損害はなかった。
航空戦力では2.5対1とホンジュラスが開戦前から優位に立ち、戦争を通じて制空権を維持していたが、これに対して地上戦力の面では両国共におよそ5千人前後の兵員を有し、アメリカ合衆国陸軍が第二次世界大戦の際に使用していた旧式の装備を身に付け、戦車や重火器といった大型装備を持ち合わせるなど、表面上の明確な差異は存在しなかった。一方で組織力や戦闘能力といった面でエルサルバドル陸軍が優位に立ち、戦争末期ではホンジュラス最強の部隊とされる大統領防衛隊を撃破したと報じられるなど、地上においてはエルサルバドル軍が攻勢を続けた。エルサルバドルの新聞は「エルサルバドル軍の進撃は誰にも止めることは出来ない」「ラテンアメリカのイスラエル」などと大見出しで報じるなど、このまま進撃を続けてホンジュラス領内の都市を陥落させ首都テグシガルパに迫るものと考えられていた。
ホンジュラス領内に侵攻していたエルサルバドル陸軍は、北部にあるエルポイから侵攻した部隊が、同日中にヌエバ・オコテペケを占領。この他、東部から侵攻した部隊が太平洋岸にあるゴアスコランやカリダやアラメシナを、チャラテナンゴ方面から侵攻した部隊が北中部の国境線に沿ってサン・フアン・ガリタ、バリャドリード、ラ・ビルトゥドといった町を占領するなど、旧式のH&K G3自動小銃を携帯する歩兵部隊が、開戦から1日でホンジュラス領内の40平方キロメートルの地域を占領した。一方で、エルサルバドルの司令官が兵站問題に理解がなかったこと、ホンジュラス空軍により石油貯蔵タンクが攻撃された影響により国内の石油供給に支障を来たしたためエルサルバドル陸軍でもガソリン不足に陥ったことにより侵攻の停止を余儀なくされた。

#### 7月16日 - 7月17日
7月16日、OASが派遣した平和維持委員会は、ホンジュラス側が「エルサルバドル軍がホンジュラス領内から撤退する」との条件付でエルサルバドルとの停戦に応じることを承諾したと発表した。一方、エルサルバドル側は停戦に応じる様子はなく、ホンジュラス軍に対し「降伏を選ぶか死を選ぶか」と要求するなど強硬な姿勢を見せた。
同日、ホンジュラス政府はラジオ放送を通じて「我が軍はエルサルバドルの戦略拠点に対する空爆を継続中である」との声明を発表。また、国民に対して「老若男女の区別なく、侵略者に対抗するために戦地に赴く準備をするように」と義勇兵の参加を呼びかけた。こうした両国間の情勢に対し国際連合のウ・タント事務総長は両国の外務大臣に、戦闘を中止し相互対話に応じるように要請した。
7月17日、エルサルバドル政府は「ホンジュラスに在住するエルサルバドル人に対する迫害行為を即座に停止させ、戦争前の原状に復帰させる」という条件付で停戦に応じることを承諾した。一方、ホンジュラス政府は同陸軍がエルサルバドルとの国境を越えて領内に侵攻し、北部にある都市に迫りつつある、と発表。同時に政府は、エルサルバドル側の停戦に向けた非協力的な姿勢を批難する声明を発表した。これに応じてエルサルバドル軍もホンジュラス領内の三方面からの攻撃を再開させた。
同日、地上目標に対する機銃掃射の任務に就いていたホンジュラス空軍のフェルナンド・ソト・エンリケス大尉が操縦するF4U-5が、味方機からの要請を受けてエルサルバドル空軍機と交戦。エルサルバドル空軍のF-51D 1機とFG-1D 2機を撃墜した。レシプロ戦闘機同士による世界史上最後の戦いと呼ばれる戦闘での戦果によりソト大尉は少佐に昇進し、ホンジュラスの国民的英雄として扱われただけでなく、世界的な知名度を獲得した。

#### 停戦
7月18日朝、OASのガロ・ブラサ事務総長は両政府関係者とOAS平和維持委員会との間で約24時間に渡って行われた三者会談により、戦争を終結させるための4項目からなる和平案について合意が成立したと発表した。この和平案は以下の通りとなっている。
OASの発表によると両国は、中米時間の7月18日22時から停戦に入り、OASに加盟する3か国で構成される監視団の下で両国軍を96時間以内に撤退させる予定となっていた。両国の停戦受託により、それぞれの戦線では平穏な情勢を取り戻したが、一方でエルサルバドルのエルナンデス大統領は同日に国民に向けた放送において、占領地域からの撤退を拒絶する声明を発表した。

### エルサルバドル軍の撤退拒否
7月19日、エルサルバドル軍の広報官の発表によると、同国のエルナンデス大統領がホンジュラス領内に17km入った前線地域を視察中にホンジュラス軍から狙撃される事件が発生した。エルナンデス大統領に怪我はなかったものの、同広報官はOASの停戦命令に反するものだとしてホンジュラス側を批難した。また、OASの公式報告によりエルサルバドル軍が停戦命令後も、ホンジュラス領内からの撤退を開始せず、同領内の陣地をさらに前進させていることが明らかとなった。
7月21日朝、エルサルバドル軍による停戦命令違反の報告を受けてOASは緊急会議を招集。OASから現地に派遣されたニカラグアのセビラ・サカサ監視団長は「エルサルバドル軍がこのまま撤退を拒んでホンジュラス領内に留まった場合、OASの規定に基づき同国に対する軍事的および経済的な制裁措置を採ることも辞さない」と警告した。
一方、エルサルバドル陸軍は同日夜までにホンジュラス南部にあるバジェ県の県都ナカオメを包囲し、首都テグシカルパと同地を結ぶ幹線道路を封鎖した。
7月23日、OASの定めた96時間の撤退期限が失効したことを受け、ホンジュラス空軍の2機の爆撃機がエルサルバドル領内に侵入し、サンサルバドルにあるイロパンゴ国際空港と、同地の北方16kmに位置するネハバ (nejaba) という村を爆撃。エルサルバドル軍の発表によると爆撃による被害は確認されなかった。

### 終結
7月29日、OAS外相会議の席上においてエルサルバドルの外務大臣は、紛争により占領した地域から撤兵することを発表。これを受けてOASは、エルサルバドル軍の撤退期限を8月3日18時までと定めた。
8月3日13時15分、OAS顧問団の監視の下、ホンジュラス南部のレンピーラ県にあるラ・ビルトゥドで最後の撤兵が確認され、撤退が完了した。この戦争により両国あわせて2千人が死亡し（2千から3千人、3千人、6千人とする資料もある）、4千人または1万2千人が負傷した。犠牲者の多くはホンジュラスの農民であり、国境沿いに在住する農民の多くが家や土地を失った。

## 影響

### エルサルバドル

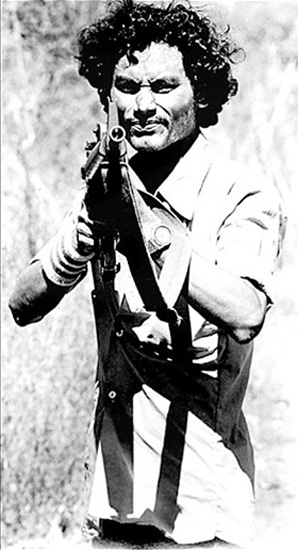
銃を構えるファラブンド・マルティ民族解放戦線 (FMLN) の兵士。

戦場から帰還したエルサルバドル軍の兵士たちは国民から歓迎を受け、エルナンデス大統領は国民的英雄と讃えられた。一方、ホンジュラスから10万人とも、6万人から13万人にのぼる移民が1969年の時点で労働人口の20％が失業状態にあるというエルサルバドル国内に引き揚げたことで都市は失業者で溢れかえり、戦争の相手国となったホンジュラスとの関係悪化によりエルサルバドル製の工業製品は市場を失うなど、それまで抱えていた問題点が表面化した。また、「14家族」と呼ばれる富裕層に富と権力が集中し、国民の6割が低所得に抑えられているといった社会構造への不満から、待遇改善を求める左翼系労働者によるストライキが頻発した。
1972年に行われた大統領選挙での現政権側の不正行為がきっかけとなり反政府運動が活発化し、左翼ゲリラによる政府軍兵舎への襲撃や、外国系企業を対象とした身代金目的の誘拐事件が多発した。これに対し軍部と右翼勢力が結びついた「死の部隊」によって左翼運動家への弾圧や暗殺が行われるなど、国内の治安状態は急速に悪化した。
1980年3月24日、国民の間で人気の高かったオスカル・ロメロ大司教が極右組織により暗殺されたことにより平和的解決の可能性は狭まり、左翼ゲリラはファラブンド・マルティ民族解放戦線 (FMLN) を結成し、政府軍との本格的な内戦へと突入していった。
中米で最も工業が発展し、政情が不安定な中米諸国の中で最も安定した民主国家と呼ばれたエルサルバドルは内戦の激化により衰退した。約12年間に渡って続いた内戦による犠牲者は7万5千人に達し、経済的損失は約50億ドルに上ると推測されている。

### ホンジュラス
ホンジュラスでは戦後、ナショナリズムや国に対する誇りといった新しい価値観が生まれた。数万人の労働者や農民が国家を守るため、武器を手に入れるために政府を訪れ、鉈などで武装した数千人の一般市民が地方での警備業務に従事した。
1970年代後半に入ると中米諸国では大規模な内戦が相次ぎ、反共産主義を執るアメリカ合衆国の軍事的支援もあり対立が深まったが、ホンジュラスでは政治的に安定した状態が続いたこともあり紛争に巻き込まれることはなかった。1980年代に入るとアメリカの中米介入のための軍事拠点としての役割を担うようになり、ニカラグアの反革命勢力・コントラの根拠地となった。また、隣国エルサルバドルで内戦が続く中、アメリカが中米諸国間の軍事バランスを理解することなくエルサルバドル政府軍の増強に関わったことから反エルサルバドル感情や反米感情が高まった。

### 二国間関係
戦争の影響により両国間の貿易は完全に暗礁に乗り上げ、両国間の境界線が閉鎖されたことにより交通網が遮断されるなど、両国の経済に深刻な影響を与えた。また、両国が加盟していた中米共同市場は、こうした問題やもともと存在した加盟国間の経済格差の問題などもあり、1970年代に入るとその役割を大きく後退させた。
一方、米州機構 (OAS) の調停による停戦後も散発的な戦闘が行われた。1976年7月、エルサルバドル軍がホンジュラス領内に侵攻したため、両国は再びOASに調停を依頼した。同年8月に両政府は非武装地帯の設置に合意すると、同年10月に仲裁協定に調印、翌1977年8月に和解が成立した。

### サッカー
1969年7月、ワールドカップ予選において敗れた側のホンジュラスサッカー連盟は、第3戦に出場したエルサルバドル代表の2選手が1年前に出場停止処分を受け、処分中であるにもかかわらず試合に出場したとして、国際サッカー連盟 (FIFA) に対し第3戦の試合結果を無効とするように提訴した。なお、この提訴についてのFIFAの裁定の結果は定かではない。
エルサルバドル代表とハイチ代表とのワールドカップ予選最終ラウンドは1勝1敗の成績でプレーオフへと持ち込まれた。同年10月8日にジャマイカの首都キングストンで行われたプレーオフは、両チーム無得点のまま延長戦に持ち込まれたが、エルサルバドル代表のフアン・ラモン・マルティネスが決勝点を決め、1-0でハイチ代表を下し、ワールドカップ初出場を果たした。エルサルバドル代表は、翌1970年6月に行われた本大会のグループリーグでは、ベルギー代表、メキシコ代表、ソビエト連邦代表と同じ組み合わせとなったが、3戦全敗で敗退した。
エルサルバドル代表とホンジュラス代表は、同年に行われた1969 CONCACAF選手権・予選に参加し、前者はトリニダード・トバゴ代表と、後者はオランダ領アンティル代表と対戦する予定となっていたが、戦争の影響により失格となった。2年後の1971年に行われた1971 CONCACAF選手権・予選では、両国は2次予選で対戦する予定となっていたが、エルサルバドル代表がサッカー戦争を理由に試合を辞退したため、ホンジュラス代表が本大会へ進出した。

## その後

### 国交回復

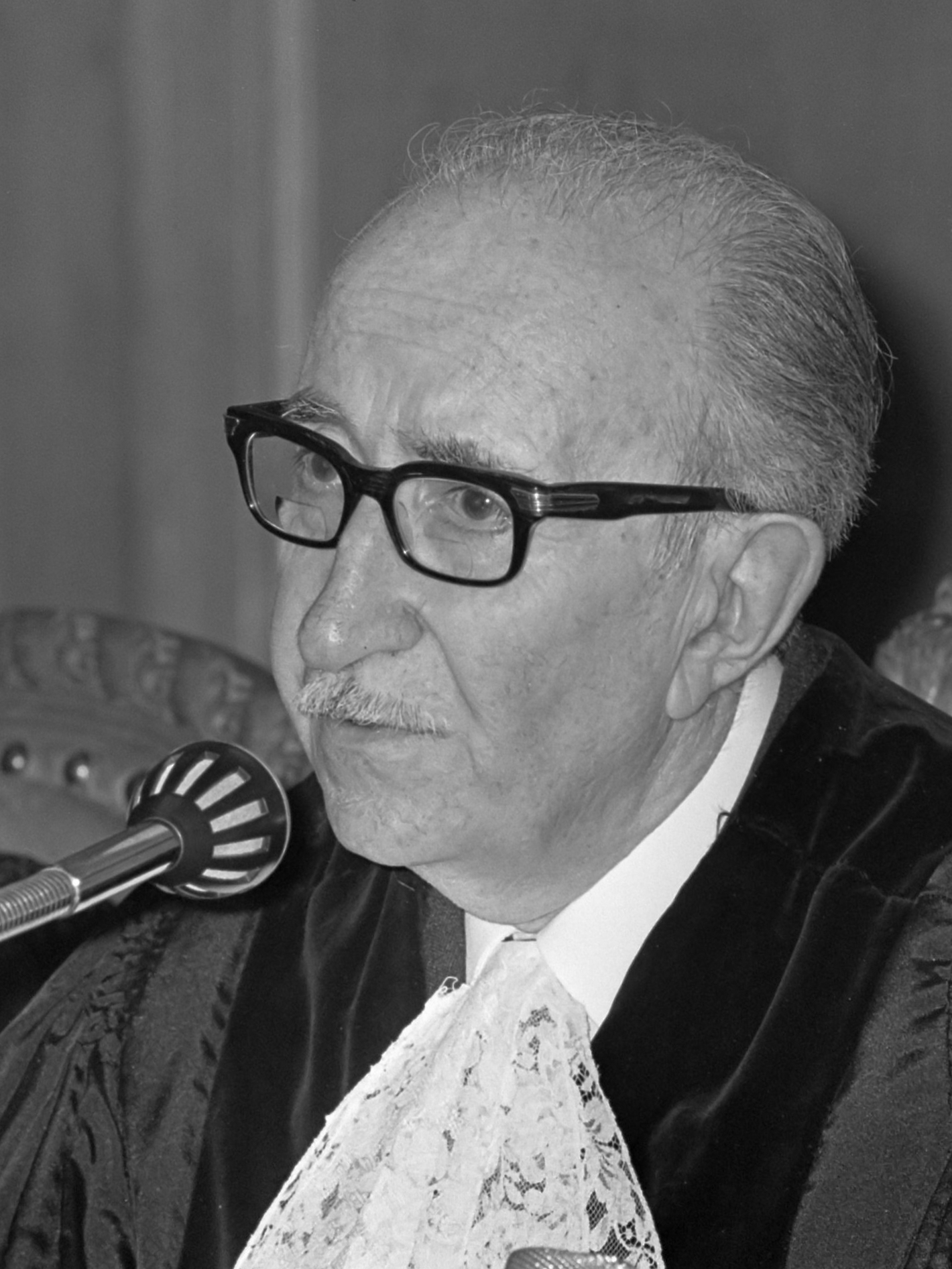
ホセ・ルイス・ブスタマンテ

両国関係の修復には10年以上の歳月を要した。元ペルー大統領で国際司法裁判所長官も務めたホセ・ルイス・ブスタマンテ・イ・リベロの仲介により両国の接近が図られ、1980年10月30日にペルー首都リマでプスタマンテ元長官の立会いの下で両国の外務大臣が出席し平和条約の調印式が行われ、11年ぶりに国交を回復した。この平和条約調印の背景には、エルサルバドル内戦における左翼ゲリラの根拠地が総面積420平方キロメートルにのぼる国境未画定地域に存在するため、エルサルバドル政府が左翼ゲリラ掃討のためにホンジュラス政府の協力を必要としていたとも、国境地域が左翼ゲリラの根拠地となっていたことを憂慮したアメリカ合衆国政府が双方に圧力を掛けたためだとも言われる。

### エルサルバドル内戦
内戦の激化により、エルサルバドルからホンジュラスへと流入した難民の数は2万人に上った。1989年にエルサルバドルのアルフレッド・クリスティアニが大統領に就任すると両国間で難民の帰国交渉が始まり、同年末までの段階的な難民帰国計画が決定した。
1992年1月2日、7万5千人におよぶ死者と100万人とも推測される亡命者を出したエルサルバドル内戦は国際連合の仲介により和平の合意に達し、同年2月1日に公式に停戦した。合意文書の内容は「2月1日から10月末にかけて政府軍とFMLNの双方が段階的に武装解除を行う」「政府軍は現有兵力の5万3千人を半数にまで削減し、過去に人権侵害に関わった人物を追放する」「対ゲリラ急襲部隊、国家警察などを解体し、文民監視による市民警察を設立し治安維持に従事する」などの内容となっている。

### 国境問題
サッカー戦争の主因の1つである国境問題に関しては、1980年に調印された平和条約において60%の国境線に関しては合意に達し、残りの国境線に関しては両国による合同委員会を設立し5年をめどに結論を出すことになった。
1986年、国境問題はペルーのフアン・ベラスコ・アルバラード大統領の立会いの下でオランダ・ハーグにある国際司法裁判所に委託された。国際司法裁判所は、1992年9月11日に新たな国境線の案を提示し、両国はこれを受け入れることを表明したが、画定作業は難航した。
2006年4月18日、両国の国境地帯に位置する街で式典が開催され、出席したエルサルバドル大統領アントニオ・サカとホンジュラス大統領マヌエル・セラヤは、国境線375キロメートルを画定する文書に署名した。これにより、国境問題は終結した。

### サッカー
1980年11月に行われた1982 FIFAワールドカップ予選（1981 CONCACAF選手権）で、両国の12年ぶりの国際試合が実現し、試合は2-1でエルサルバドルが勝利した。両国はともに地区予選を勝ち抜き、2年後の1982年、中米諸国を巻き込んだ中米紛争の最中に揃ってワールドカップに出場した。